# Läkarsekreterares och sjukvårdsadministratörers förbund
Läkarsekreterares och sjukvårdsadministratörers förbund (LSF) är en yrkesorganisation för medicinska sekreterare, bildad 9 december 1951 som en delförening inom dåvarande SKTF, nuvarande fackförbundet Vision. Förbundet är numera en ideell yrkesförening, organisatoriskt helt fristående från facket, däremot med ett nära samarbete i frågor som berör yrket. 